# 塔皮奥
塔皮奥（芬蘭語：Tapio，又译为达彪）是芬兰神话中的森林之神或森林之王。在基督教传播到芬兰之前，塔皮奥掌管的森林领地被称为“塔皮奥拉”。后来很多地方以塔皮奥拉来命名，其中最著名的是位于埃斯波市的塔皮奥拉区。
塔皮奥手下有一些婢女和佣人替他服务。他们美化和清理森林，照顾花草和动物。塔皮奥的夫人为漂亮的森林女主人米耶莉基。塔皮奥的女儿们为泰勒沃、蒂蒂基（Tyytikki）、图莉基（Tuulikki），有些歌谣中还提及到安妮基（Annikki）。人们向塔皮奥祈求打猎的运气，因为塔皮奥掌管着森林里的猎物。塔皮奥和其家人及仆人通常被描叙为人类的形象，要么是裸体或者穿着鲜亮。
一些神话当中塔皮奥的胡须是树木，眼睛为两个无比深渊的湖泊。塔皮奥通常被认为跟芬兰相关，有时芬兰就被称为塔皮奥拉。